# Dutasteride
La dutasteride è un farmaco ad azione inibente 5-alfa-reduttasi nelle due isoforme I e II, generalmente in forma maggiore rispetto a finasteride (soprattutto per il tipo I). È stata approvata come farmaco contro l'iperplasia prostatica benigna (aumento del volume della prostata). A differenza di finasteride e di minoxidil per uso topico, non è stata approvata dalla European Medicine Agency (EMA) né dalla Food and Drug Administration (FDA) per l'utilizzo nella calvizie androgenetica.
Sono stati comunque effettuati dei trials (esperimenti di tipo scientifico sull'utilizzo di un farmaco) da una nota casa farmaceutica per un suo eventuale utilizzo nei soggetti con alopecia. Gli studi hanno dimostrato che il blocco di entrambe le isoforme della 5-AR ha effetti positivi nella lotta contro la calvizie androgenetica mentre non è stato ancora determinato il dosaggio (attualmente contro l'iperplasia prostatica si usa la dose di 0,5 mg/die). In Italia il farmaco è venduto dalla società farmaceutica GlaxoSmithKline con il nome commerciale di Avodart e Duagen nella forma di capsule da 0,5 mg.

## Farmacodinamica
La dutasteride riduce i livelli sierici di diidrotestosterone (DHT) inibendo l'enzima 5-alfa-reduttasi, sia l'isoforma di tipo 1 sia di tipo 2, responsabile della trasformazione del testosterone in DHT. L'effetto del farmaco si manifesta entro 1-2 settimane con una riduzione di diidrotestosterone intorno al 90%.

Il farmaco presenta inoltre un effetto spiccato di riduzione del volume della prostata che può evidenziarsi già a un mese dall'inizio del trattamento. 
Al dodicesimo mese il volume totale della prostata si riduce mediamente del 23,6% in corso di trattamento con dutasteride.
Il volume della zona transizionale della prostata comincia a ridursi già dal primo mese e prosegue fino a 2 anni, con una riduzione media del volume di tale zona del 17,8%.
La riduzione del volume della ghiandola registrata nei primi 2 anni si mantiene a distanza di altri 2 anni e comporta un miglioramento dei sintomi accusati dal paziente, una riduzione del rischio di ritenzione d'urina e degli interventi chirurgici associati all'ipertrofia prostatica.

## Farmacocinetica
Dopo somministrazione per via orale dutasteride viene rapidamente assorbita dal tratto gastrointestinale. La concentrazione plasmatica massima (Cmax) viene raggiunta entro 1-3 ore (Tmax). La biodisponibilità assoluta è di circa il 60% e non viene influenzata dal cibo.
Il volume di distribuzione è ampio (300-500 litri) e il legame con le proteine plasmatiche è elevato, circa 99,5%. La quantità di dutasteride che passa dal torrente ematico al liquido seminale è mediamente dell'11,5%. Il farmaco è ampiamente metabolizzato in vivo dal citocromo P450 (isoenzimi CYP3A4 e CYP3A5).
Circa il 5%-6% di una dose somministrata è escreta immodificata nelle feci. La quantità rimanente è escreta sempre nelle feci tramite 4 metaboliti principali e 6 metaboliti minori. Nell'uomo solo minime tracce di dutasteride immodificata vengono eliminate con le urine.

## Usi clinici
Dutasteride è utilizzata nel trattamento dei sintomi dell'iperplasia prostatica benigna (IPB). La molecola è efficace nel determinare un miglioramento dei disturbi urinari, una riduzione del rischio di ritenzione acuta d'urina e delle probabilità di dover essere sottoposti a intervento chirurgico. Gli effetti positivi della terapia sono ancor più evidenti nei pazienti a elevato rischio di progressione della malattia, calcolato sulla base dell'età, del valore iniziale di PSA e del volume prostatico (> 40 mL). In questa particolare categoria di pazienti, la terapia ideale è rappresentata dalla combinazione della dutasteride con un farmaco alfa-litico, perché risulta più efficace rispetto all'impiego dell'alfa-litico da solo.

## Effetti collaterali e indesiderati
L'incidenza degli effetti collaterali di dutasteride è risultata identica a quella di finasteride (disfunzione erettile, calo della libido, modifica della densità/quantità dello sperma), mentre si hanno poche informazioni sulle conseguenze negative nella terapia a lungo termine. La comparsa di disfunzione erettile e/o calo della libido è comunque piuttosto rara, con un'incidenza inferiore al 10%, sia nel caso di una monoterapia con dutasteride sia di una terapia di associazione con un alfa-litico.
Negli studi clinici tali effetti collaterali sono stati riportati per la maggior parte nei primi 6-12 mesi di trattamento, e la loro incidenza si riduce significativamente nel tempo.
L'impatto clinico degli eventi avversi della sfera sessuale si deve considerare basso, tenendo presente che solo pochi pazienti abbandonano la terapia con dutasteride per questa specifica motivazione.

## Sindrome post finasteride
Anche la dutasteride, essendo un inibitore della 5 alfa reduttasi come la finasteride, può causare la sindrome post finasteride; tale sindrome si manifesta con sintomi che si possono protrarre a lungo, anche per diversi mesi, in rari casi sarebbero persistenti:
1. sintomi sessuali: disfunzione erettile, desiderio sessuale ipoattivo, induratio penis plastica e riduzione del volume testicolare
2. sintomi fisici sistemici: ginecomastia, ipotrofia muscolare, secchezza della cute, incremento del peso corporeo, riduzione di HDL, aumento dei trigliceridi
3. sintomi neurologici: riduzione della memoria, rallentamento dei processi cognitivi, depressione, ansia, insonnia.

Sono ancora numerosi gli studi in corso, ma a settembre 2023 è stato pubblicato uno studio che individuerebbe il meccanismo di azione e i sintomi, alla base della sindrome.

## Controindicazioni
Il farmaco è controindicato nei soggetti con ipersensibilità nota alla soia, alle arachidi, al principio attivo oppure a uno qualsiasi degli eccipienti. È inoltre controindicato in soggetti con grave insufficienza epatica.
Il farmaco causa difetti di nascita in embrioni e feti di sesso maschile (ma non nel genere femminile). La dutasteride ha effetti teratogeni nei feti di sesso maschile. Il farmaco può provocare anomalie dello sviluppo fisiologico se durante la gestazione una donna gravida è esposta alla molecola. Le donne in gravidanza non devono maneggiare le capsule in quanto la dutasteride viene assorbita attraverso la pelle.

## Dosi terapeutiche
La dose raccomandata di dutasteride è di 0,5 mg, equivalenti a una capsula, una volta al giorno per via orale, con o senza cibo. Le capsule non devono essere frantumate o masticate ma deglutite intere in quanto il contatto con il contenuto può provocare irritazione a carico della mucosa orofaringea. Può essere necessario attendere fino a sei mesi prima di ottenere una risposta al trattamento sebbene un miglioramento possa essere osservato anche precocemente. Nei soggetti anziani non è necessario alcun aggiustamento della dose.

## Interazioni
Dutasteride viene eliminata soprattutto per metabolismo catalizzato da CYP3A4 e CYP3A5. In soggetti trattati contemporaneamente con inibitori moderati del CYP3A4 e della glicoproteina P (ad esempio verapamil o diltiazem) le concentrazioni sieriche del farmaco possono aumentare da 1,6 a 1,8 volte paragonate a quelle riscontrate con altri pazienti. La co-somministrazione con farmaci noti per esercitare una potente azione di inibizione dell'enzima CYP3A4 (ad esempio ritonavir, indinavir, nefazodone, itraconazolo, ketoconazolo) è possibile che determini un rilevante aumento delle concentrazioni sieriche della molecola. È interessante notare che nel corso di uno studio scientifico (per altro interessante un numero limitato di pazienti e di breve durata, due settimane) eseguito su maschi volontari sani, dutasteride ai dosaggi usuali non ha mostrato alcun effetto sulla farmacocinetica di tamsulosina o di terazosina, farmaci spesso somministrati ai medesimi pazienti che necessitano di dutasteride.

## Avvertenze e precauzioni d'uso
Come per Ia finasteride, Ia maggiore preoccupazione in corso di trattamento con dutasteride è la possibilità che il farmaco possa interferire con Ia diagnosi precoce del cancro alla prostata. Infatti la concentrazione sierica del PSA (antigene prostatico specifico), che rappresenta un marcatore di grande importanza per rilevare la presenza di un eventuale cancro alla prostata, risulta influenzata dalla terapia con dutasteride. Questa diminuisce la concentrazione media del PSA di circa il 50% dopo circa sei mesi di trattamento, anche se ulteriori riduzioni si possono verificare fino a 36 mesi daIl'inizio del trattamento. Pertanto i soggetti in trattamento con dutasteride devono effettuare un nuovo dosaggio del PSA dopo sei mesi dall'inizio del trattamento, e tale valore può essere considerato il nuovo valore basale di PSA in quel soggetto (PSA nadir). Successivamente si consiglia di controllare periodicamente (cadenza semestrale) i valori di PSA, e in condizioni di normalità, si dovrebbe osservare un'ulteriore riduzione o una stabilità dei livelli plasmatici. In caso di incrementi del marcatore rispetto al valore di PSA nadir in corso di terapia con dutasteride, si deve sospettare la presenza di un cancro alla prostata (e in particolare di cancro di grado elevato), e pertanto al paziente deve essere suggerito di effettuare la biopsia prostatica. È importante sottolineare che, anche se il valore assoluto del PSA rientra all'interno deIl'intervallo normale per gli uomini che non assumono un inibitore della 5-alfa-reduttasi, I'incremento rispetto al valore PSA nadir, deve essere considerato clinicamente rilevante e sospetto per la presenza di un tumore. Questa evidenza suggerisce che il PSA conserva, e addirittura incrementa, il suo valore diagnostico in corso di terapia con la dutasteride.
La Food and Drug Administration nel giugno 2011 ha informato i professionisti della salute che gli inibitori della 5-alfa-reduttasi possono determinare una riduzione generale (intorno al 23%) delle forme tumorali di basso grado (punteggio Gleason 6 o inferiore) ma incrementare il rischio di cancro prostatico di alto grado (punteggio Gleason 8-10) proprio a seguito dell'effetto di "mascheramento” sopra citato. Gli inibitori della 5-alfa-reduttasi continuano a non essere approvati per la prevenzione del cancro alla prostata.

## Chimica
Di seguito la modalità di sintesi chimica della dutasteride: